# Blackburn Iris
Blackburn Iris là một loại tàu bay hai tầng cánh ba động cơ của Anh trong thập niên 1920.

## Biến thể
R.B.1 / Iris I
R.B.1A / Iris II
R.B.1B / Iris III
R.B.1C / Iris IV
R.B.1D / Iris V

## Quốc gia sử dụng
Anh Quốc
- Không quân Hoàng gia

## Tính năng kỹ chiến thuật (Iris III)
Dữ liệu lấy từ Aircraft of the Không quân Hoàng gia 1918-57 
Đặc điểm tổng quát
- Kíp lái: 5
- Chiều dài: 67 ft 4¾ in (20,54 m)
- Sải cánh: 97 ft 0 in (29,6 m)
- Chiều cao: 25 ft 6 in (7,77 m)
- Diện tích cánh: 2.461 ft² (228,7 m²)
- Trọng lượng rỗng: 19.301 lb (8.773 kg)
- Trọng lượng có tải: 29.000 lb (13.182 kg)
- Trọng lượng cất cánh tối đa: 29.489 lb[2] (13.404 kg)
- Động cơ: 3 × Rolls-Royce Condor IIIB kiểu động cơ piston, 675 hp (503 kW)  mỗi chiếc

 Hiệu suất bay 
- Vận tốc cực đại: 102 kn (118 mph, 190 km/h)
- Vận tốc hành trình: 79 kn (97 mph, 155 km/h)
- Tầm bay: 691 nmi (800 mi,[2] 1.280 km)
- Trần bay: 10.600 ft[2] (3.230 m)
- Vận tốc lên cao: 630 ft/phút (3,20 m/s)
- Tải trên cánh: 11,8 lb/ft² (57,6 kg/m²)
- Công suất/trọng lượng: 0,0699 hp/lb (114 W/kg)
- Thời gian bay: 4,9 h

Trang bị vũ khí

- Súng: 3 × súng máy Lewis.303 in (7,7 mm)
- Bom: 2.000 lb (910 kg) bom